# 吉成氏

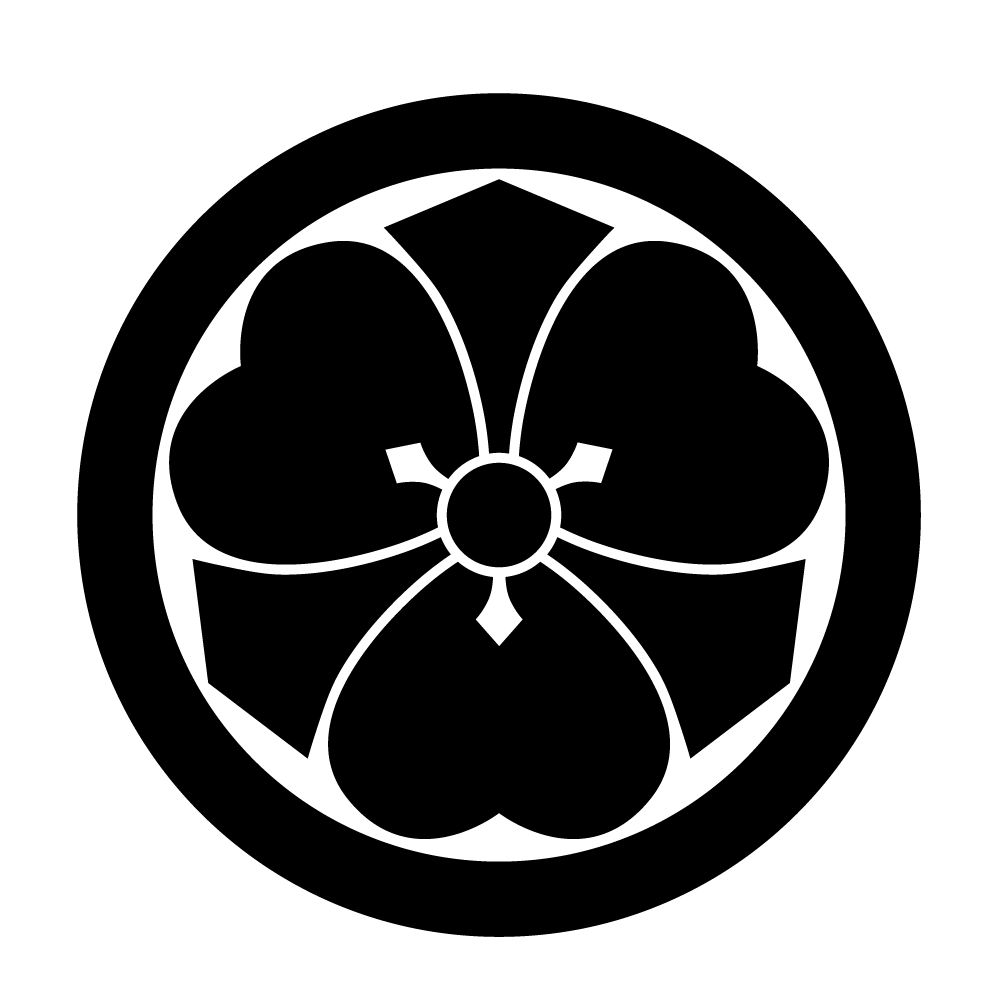
家紋 丸に剣片喰

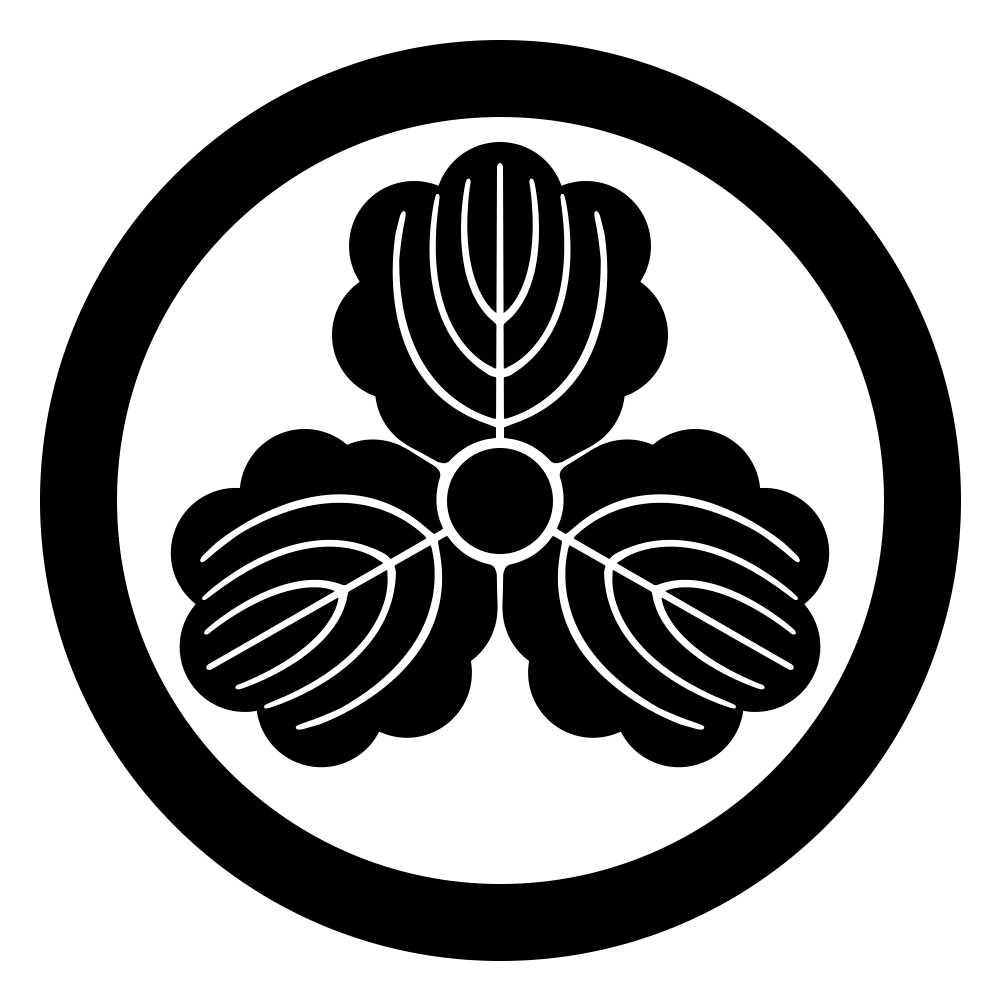
家紋 丸に三つ柏

吉成氏（よしなりし）は、日本の氏族。

## 概要
吉成氏は陸奥国南部にあるが、発祥の地は明らかでない。陸奥三春城主・田村氏の家臣次いで白河結城氏を経て、常陸国守護・佐竹氏の家臣となったとする事績が見られるが、佐竹家臣として複数見られる吉成氏の家系にはそれぞれ本姓が異なっており、それら全てが同族か、あるいは同じ歴史を共有するものであるか、定かではない。家紋は丸に剣片喰、丸に橘、丸に三つ柏。以下、吉成氏の本姓について。

### 坂上氏流 吉成氏
陸奥の国人・田村氏の庶流に吉成氏がある。本姓は坂上氏。吉成氏の宗家 田村氏は家系的には平氏ともいわれるが、征夷大将軍・坂上田村麻呂の末裔を称した。
```
系譜 田村義顕-孫四郎行顕-大和守、孫七郎補守-矢部太夫政房（吉成祖）-勘解由兵衛清信-円眞（十法院修験道の始まり）
```

### 藤原氏流 吉成氏
常陸太田市史編さん委員会編『佐竹家臣系譜』には、藤原氏を本姓とする吉成氏が数流確認できる。前項が諱において「信」を通字としているのに対して、藤原氏流や源氏流では、「助」の字を通字としているのが特徴である。主家の白河結城氏の庶流ともいわれ、結城の姓から、右の偏のみを採り、吉成と称したとも。子孫は秋田藩士となった。

### 源姓 吉成氏
なお、佐竹家臣 吉成氏には本姓を源氏とする者あり（後述）。

### 橘姓 吉成氏
また、同じく佐竹家臣 吉成氏に橘姓を称する者がある（後述）。

## 戦国以後の吉成氏
『新編国志』によれば、常陸国久慈郡塙村の十二所の棟札に吉成讃岐、吉成石見同織部ありと伝え、元来、白河結城氏の臣であったのが佐竹氏に仕えたとの見方を記している。
佐竹家臣団の中では佐竹宿老四殿衆として江戸孫太郎五百貫、小野崎山城守500貫、小貫彦三郎70貫に並ぶ吉成兵庫120貫の名が見え、同族頭衆に吉成彦三郎50貫、佐竹家中の衆として、介川周防守、国安左重允、和田掃部、小貫又三郎、藤田大隅守、平沢左近、根本紀伊守、長山勘解由、福地豊後守らの名と共に吉成刑部大夫の名が見える。
尤も、佐竹氏の家祖 佐竹昌義と共に常陸に入部した家臣として大森介十郎、佐藤源太郎、佐藤備前、根本越後らと共に吉成久介の名が見え、平安時代からの佐竹家臣としての吉成氏の系統があったことから、佐竹家臣の吉成氏の全てが田村氏や白河結城氏家中の出身であったと見ることはできない。
なお、文禄4年（1595年）8月28日の「高野郡関係知行充行奉書目録」によれば、佐竹氏が陸奥南郷に広げた領地のうち、吉成勘解由、豊前にそれぞれ“いかう”の地に40貫、吉成豊後に東館に40貫、吉成内蔵助に堤・手沢の地25貫ずつ計50貫が給されており、佐竹氏の陸奥南郷支配の一端を担っていたと見られる。

### 秋田藩士 吉成氏
- 吉成助家の家系はその孫・助康の代に至り、佐竹氏の秋田転封に随行し、出羽国平鹿郡横手に住む。幕紋は橘[9]。

```
系譜 吉成助家-助信-助康-助盈-助光-助舎-市郎兵衛助品
```

- 吉成備後の家系は本姓を藤原氏とし、慶長7年（1602年）、光寧の代に佐竹氏に随い秋田に下向する。幕紋は橘[10]。

```
系譜 吉成備後-光雅-光寧-光孝-忠光-光當
```

- 吉成助道の家系は助次の代に秋田に下向し、横手に住まう[11]。

```
系譜 吉成助道-助次-助仁-助満-治部允助貞
```

- 吉成助次の家系は本姓を源氏とし、助忠の代に出羽仙北郡角館に住まう[12]。

```
系譜 吉成助次-助忠-助久-助則-助利-五郎右衛門助道
```

- 吉成助永は本姓を源氏とし、助次流と祖先を同じくする。助永の代に秋田に下向、角館に住まう[13]。

```
系譜 吉成助永-助廣-助高-助親-助賢-庄之允助勝
```

- 吉成助賞は本姓を源氏とし、助次流と祖先を同じくする。助賞の代に秋田に下向、角館に住まう[14]。

```
系譜 吉成助賞-助久-助征-助延-喜平次助政
```

- 吉成守成の家系は本姓は明らかでないが常陸保内に住んだ一族であった。守成の代に秋田に下向し、出羽秋田郡十二所に住まう[15]。

```
:系譜 吉成 守成-清成-倫成-俊成-利成-九右衛門央成
```

吉成正道の家系は本姓不詳。正道の代に出羽山本郡檜山に住むという。
```
系譜 吉成正道-正温-小一郎正忠
```

### 水戸藩士 吉成氏
また、久慈郡の士 吉成信保の孫・吉成又右衛門については良吏として美蹟多く、その子 恒次郎ともども幕末日本の海防に尽力し、明治時代に正五位を贈位されたと記録されている。この吉成氏は吉成讃岐、石見、織部らの末裔か。
その他、百姓のうち義民として活動する者のうちに吉成氏があり、以下に掲載する。
- 吉成鼎 安政2年（1855年）に編纂された『御領内義民賞典姓名録』に左貫村の御目見格郷医。代々苗字麻上下帯刀、倅一代、御送迎格を許される、とある。同年9月4日付け、9月5日申し渡し[18]。
- 吉成織之介 下金沢村の人。安政2年（1855年）9月4日付け、翌5日申し渡しで亡父志格別につき、代々苗字麻上下帯刀、倅一代、御送迎格を許される、とある。同年9月4日付け、9月5日申し渡し[19]。
- 吉成市之丞 吉城とも。市之允とも。久慈郡棚谷村の百姓。組頭。安政2年（1855年）9月4日付け、翌5日申し渡しで一代麻上下を許されるもその後、天狗党の乱に天狗勢として加わり捕らわれる。慶応元年（1865年）1月14日、獄死。享年52。靖国神社合祀[20]。
- 吉成弥七 久慈郡芦野倉村の百姓。天狗党に加わり西金村で捕縛され、慶応2年（1866年）3月9日、獄死。享年34（38とも）[21]。

### 坂上氏流 吉成氏
- 田村氏
- 吉成信貞（又右衛門）
- 吉成恒次郎

### 藤原氏流 吉成氏
- 結城氏
- 白河結城氏
- 吉成兵太夫
- 吉成充輝